# Senegalia
Senegalia és un gènere de plantes amb flors dins la família fabàcia. Conta d'unes 160 espècies descrites i d'aquestes només 36 són acceptades. Fins al 2005, aquestes espècies es consideraven dins el gènere Acacia. Aquest gènere és originari d'Amèrica del Sud.

## Taxonomia
El gènere va ser descrit per Seigler i Ebinger i publicat en Sylva Telluriana 119. 1838.

## Llista d'espècies
'Senegalia comprèn les següents espècies:
- Senegalia adenocalyx (Brenan & Exell) Kyal. & Boatwr.
- Senegalia albizioides (Pedley) Pedley
- Senegalia alemquerensis (Huber) Seigler & Ebinger
- Senegalia altiscandens (Ducke) Seigler & Ebinger
- Senegalia amazonica (Benth.) Seigler & Ebinger
- Senegalia andamanica (I.C. Nielsen) Maslin, Seigler & Ebinger
- Senegalia andongensis (Welw. ex-Hiern.) Kyal. & Boatwr.
- Senegalia angico (Mart.) Seigler & Ebinger
- Senegalia angustifolia (Lam.) Britton & Rose
- Senegalia ankokib (Chiov.)Kyal. & Boatwr.
- Senegalia aristeguietana (L. Cardenas) Seigler & Ebinger
- Senegalia asak (Forssk.)Kyal. & Boatwr.
- Senegalia ataxacantha (DC.) Kyal. & Boatwr.
- Senegalia bahiensis (Benth.) Seigler & Ebinger
- Senegalia baronii (Villiers & Du Puy) Boatwr.
- Senegalia berlandieri (Benth.) Britton & Rose
- Senegalia bonariensis (Gillies ex-Hook. & Arn.) Seigler & Ebinger
- Senegalia borneensis (I.C.Nielsen) Maslin, Seigler & Ebinger
- Senegalia brevispica (Harms) Seigler & Ebinger
  - subsp. brevispica (Harms) Seigler & Ebinger
  - subsp. dregeana (Benth.) Kyal. & Boatwr.
- Senegalia burkei (Benth.) Kyal. & Boatwr.
- Senegalia caesia (L.) Maslin, Seigler & Ebinger
- Senegalia caffra (Thunb.) P.J.H.Hurter & Mabb.
- Senegalia caraniana (Chiov.) Kyal. & Boatwr.
- Senegalia catechu (L.f.) P.J.H.Hurter & Mabb.
  - Senegalia catechu var. catechu
  - Senegalia catechu var. sundra
- Senegalia catharinensis (Burkart) Seigler & Ebinger
- Senegalia cearensis Terra & Pinto Garcia[12]
- Senegalia chariessa (Milne-Redh.) Kyal. & Boatwr.
- Senegalia cheilanthifolia (Chiov.) Kyal. & Boatwr.
  - var. cheilanthifolia (Chiov.) Kyal. & Boatwr.
  - var. hirtella (Chiov.) Kyal. & Boatwr.
- Senegalia chundra (Roxb. ex-Rottler) Maslin
- Senegalia ciliolata (Brenan & Exell) Kyal. & Boatwr.
- Senegalia cinerea (Schinz) Kyal. & Boatwr.
- Senegalia circummarginata (Chiov.) Kyal. & Boatwr.[Note 1]
- Senegalia comosa (Gagnep.) Maslin, Seigler & Ebinger
- Senegalia condyloclada (Chiov.) Kyal. & Boatwr.
- Senegalia crassifolia (A. Gray) Britton & Rose
- Senegalia delavayi (Franch.) Maslin, Seigler & Ebinger
  - var. delavayi (Franch.) Maslin, Seigler & Ebinger
  - var. kunmingensis (C.Chen & H.Sun) Maslin, Seigler & Ebinger
- Senegalia densispina (Thulin) Kyal. & Boatwr.
- Senegalia donnaiensis (Gagnep.) Maslin, Seigler & Ebinger
- Senegalia dudgeonii (Craib ex-Holland) Kyal. & Boatwr.
- Senegalia ebingeri Seigler[13]
- Senegalia emilioana (Fortunato & Cialdella) Seigler & Ebinger
- Senegalia eriocarpa (Brenan) Kyal. & Boatwr.
- Senegalia erubescens (Welw. ex-Oliv.) Kyal. & Boatwr.
- Senegalia erythrocalyx (Brenan) Kyal. & Boatwr.
- Senegalia etilis (Speg.) Seigler & Ebinger
- Senegalia feddeana (Harms) Seigler & Ebinger
- Senegalia ferruginea (DC.) Pedley
- Senegalia fiebrigii (Hassl.) Seigler & Ebinger
- Senegalia flagellaris (Thulin) Kyal. & Boatwr.
- Senegalia fleckii (Schinz) Boatwr.
- Senegalia fumosa (Thulin) Kyal. & Boatwr.
- Senegalia gageana (Craib) Maslin, Seigler & Ebinger[Note 2]
- Senegalia galpinii (Burtt Davy) Seigler & Ebinger
- Senegalia gaumeri (Blake) Britton & Rose
- Senegalia giganticarpa (G.P. Lewis) Seigler & Ebinger
- Senegalia gilliesii (Steud.) Seigler & Ebinger
- Senegalia globosa (A. Bocage & Miotto) Queiroz
- Senegalia goetzei (Harms) Kyal. & Boatwr.
  - subsp. goetzei (Harms) Kyal. & Boatwr.
  - subsp. microphylla (Brenan) Kyal. & Boatwr.
- Senegalia gourmaensis (A.Chev.) Kyal. & Boatwr.
- Senegalia grandisiliqua (Benth.) Seigler & Ebinger
- Senegalia grandistipula (Benth.) Seigler & Ebinger
- Senegalia greggii (A. Gray) Britton & Rose
  - var. arizonica Isely
  - var. greggii (A. Gray) Britton & Rose
- Senegalia guarensis (L. Cárdenas & F. García) Seigler & Ebinger
- Senegalia hamulosa (Benth.) Boatwr.
- Senegalia hayesii (Benth.) Britton & Rose
- Senegalia hecatophylla (Steud. ex-A.Rich.) Kyal. & Boatwr.
- Senegalia hereroensis (Engl.) Kyal. & Boatwr.
- Senegalia hildebrandtii (Vatke) Boatwr.
- Senegalia hoehnei Seigler et al.[14]
- Senegalia huberi (Ducke) Seigler & Ebinger
- Senegalia iguana (M. Micheli) Britton & Rose
- Senegalia incerta (Hoehne) Seigler & Ebinger
- Senegalia interior Britton & Rose
- Senegalia intsia (L.) Maslin, Seigler & Ebinger
- Senegalia kallunkiae (Grimes & Barneby) Seigler & Ebinger
- Senegalia kamerunensis (Gandoger) Kyal. & Boatwr.
- Senegalia kekapur (I.C.Nielsen) Maslin, Seigler & Ebinger
- Senegalia kelloggiana (A.M. Carter & Rudd) Glass & Seigler[15]
- Senegalia klugii (Standl. ex-J.F. Macbr.) Seigler & Ebinger
- Senegalia kostermansii (I.C.Nielsen) Maslin, Seigler & Ebinger
- Senegalia kraussiana (Meisn. ex-Benth.) Kyal. & Boatwr.
  - subsp. kraussiana (Mesin. ex-Benth.) Kyal. & Boatwr.
  - subsp. madagascariensis (Villiers & Du Puy) Boatwr.
- Senegalia kuhlmannii (Ducke) Seigler & Ebinger
- Senegalia lacerans (Benth.) Seigler & Ebinger
- Senegalia laeta (R.Br. ex-Benth.) Seigler & Ebinger
- Senegalia langsdorfii (Benth.) Seigler & Ebinger
- Senegalia lasiophylla (Benth.) Seigler & Ebinger
- Senegalia latifoliola (Kuntze) Seigler & Ebinger
- Senegalia latistipulata (Harms) Kyal. & Boatwr.
- Senegalia loretensis (J.F. Macbr.) Seigler & Ebinger
- Senegalia lowei (L. Rico) Seigler & Ebinger
- Senegalia lujai (De Wild.) Kyal. & Boatwr.
- Senegalia macbridei (Britton & Rose ex-J.F. Macbr.) Seigler & Ebinger
- Senegalia macilenta (Rose) Britton & Rose
- Senegalia macrostachya (Reichenb. ex-DC.) Kyal. & Boatwr.
- Senegalia magnibracteosa (Burkart) Seigler & Ebinger
- Senegalia manubensis (J.H.Ross) Kyal. & Boatwr.
- Senegalia martii (Benth.) Seigler & Ebinger
- Senegalia martiusiana (Steud.) Seigler & Ebinger
- Senegalia maschalocephala (Griseb.) Britton & Rose
- Senegalia mattogrossensis (Malme) Seigler & Ebinger
- Senegalia meeboldii (Craib) Maslin, Seigler & Ebinger
- Senegalia megaladena (Desv.) Maslin, Seigler & Ebinger
  - var. garrettii (I.C.Nielsen) Maslin, Seigler & Ebinger
  - var. indochinensis (I.C.Nielsen) Maslin, Seigler & Ebinger
  - var. megaladena (Desv.) Maslin, Seigler & Ebinger
- Senegalia mellifera (Vahl) Seigler & Ebinger
  - subsp. mellifera (Vahl) Seigler & Ebinger
  - subsp. detinens (Burch.) Kyal. & Boatwr.
- Senegalia menabeensis (Villiers & Du Puy) Boatwr.
- Senegalia meridionalis (Villiers & Du Puy) Boatwr.
- Senegalia merrillii (I.C.Nielsen) Maslin, Seigler & Ebinger
- Senegalia micrantha Britton & Rose
- Senegalia miersii (Benth.) Seigler & Ebinger
- Senegalia mikanii (Benth.) Seigler & Ebinger
- Senegalia mirandae (L. Rico) Seigler & Ebinger
- Senegalia modesta (Wall.) P.J.H.Hurter
- Senegalia moggii (Thulin & Tardelli) Kyal. & Boatwr.
- Senegalia monacantha (Willd.) Seigler & Ebinger
  - f. monacantha (Willd.) Seigler & Ebinger
  - f. schulziana Burkart
- Senegalia montigena (Brenan & Exell) Kyal. & Boatwr.
- Senegalia montis-salinarum N.Hahn[16]
- Senegalia montis-usti (Merxm. & A.Schreiber) Kyal. & Boatwr.
- Senegalia multipinnata (Ducke) Seigler & Ebinger
- Senegalia muricata (L.) Britton & Rose
- Senegalia nigrescens (Oliv.) P.J.H. Hurter
- Senegalia nitidifolia (Speg.) Seigler & Ebinger
- Senegalia occidentalis (Rose) Britton & Rose
- Senegalia ochracea (Thulin & Hassan) Kyal. & Boatwr.
- Senegalia ogadensis (Chiov.) Kyal. & Boatwr.
- Senegalia olivensana (G.P. Lewis) Seigler & Ebinger
- Senegalia oliveri (Vatke) Kyal. & Boatwr.
- Senegalia paganuccii  Seigler, Ebinger & Ribeiro
- Senegalia painteri Britton & Rose
- Senegalia palawanensis (I.C.Nielsen) Maslin, Seigler & Ebinger
- Senegalia paraensis (Ducke) Seigler & Ebinger
- Senegalia parviceps (Speg.) Seigler & Ebinger
- Senegalia pedicellata (Benth.) Seigler & Ebinger
- Senegalia peninsularis Britton & Rose
- Senegalia pennata (L.) Maslin
  - subsp. hainanensis (Hayata) Maslin, Seigler & Ebinger
  - subsp. insuavis (Lace) Maslin, Seigler & Ebinger
  - subsp. kerrii (I.C.Nielsen) Maslin
  - subsp. pennata (L.) Maslin
- Senegalia pentagona (Schumach.) Kyal. & Boatwr.
- Senegalia persiciflora (Pax) Kyal. & Boatwr.
- Senegalia pervillei (Benth.) Boatwr.
  - var. pervillei (Benth.) Boatwr.
  - var. pubescens (Villiers & Du Puy) Boatwr.
- Senegalia petrensis (Thulin) Kyal. & Boatwr.
- Senegalia piauhiensis (Benth.) Seigler & Ebinger
- Senegalia picachensis (Brandegee) Britton & Rose
- Senegalia piptadenioides (G.P. Lewis) Seigler & Ebinger
- Senegalia pluricapitata (Steud. ex-Benth.) Maslin, Seigler & Ebinger
- Senegalia pluriglandulosa (Verdc.) Maslin, Seigler & Ebinger
- Senegalia podadenia Britton & Killip
- Senegalia polhillii (Villiers & Du Puy) Boatwr.
- Senegalia polyacantha (Willd.) Seigler & Ebinger
  - subsp. campylacantha (Hochst. ex-A.Rich.) Kyal. & Boatwr.
  - subsp. polyacantha (Willd.) Seigler & Ebinger
- Senegalia polyphylla (DC.) Britton & Rose
- Senegalia praecox (Griseb.) Seigler & Ebinger
  - f. armata Speg.
  - f. inermis Speg.
  - f. praecox (Griseb.) Seigler & Ebinger
- Senegalia pruinescens (Kurz) Maslin, Seigler & Ebinger
- Senegalia pseudointsia (Miq.) Maslin, Seigler & Ebinger
- Senegalia pseudonigrescens (Brenan & J.H.Ross) Kyal. & Boatwr.
- Senegalia pteridifolia (Benth.) Seigler & Ebinger
- Senegalia purpusii (Brandegee) Britton & Rose
- Senegalia quadriglandulosa (Martius) Seigler & Ebinger
- Senegalia recurva (Benth.) Seigler & Ebinger
- Senegalia reniformis (Benth.) Britton & Rose
- Senegalia rhytidocarpa (L. Rico) Seigler & Ebinger
- Senegalia riograndensis (Atahuachi & L. Rico) Seigler & Ebinger
- Senegalia riparia (Kunth) Britton & Rose ex-Britton & Killip
  - var. angustifolia Kuntze
  - f. intermedia Hassl.
  - var. latifolia Kuntze
  - var. media Kuntze
  - var. multijuga Ducke
  - var. riparia (Kunth) Britton & Rose ex Britton & Killip
- Senegalia robynsiana (Merxm. & A.Schreiber) Kyal. & Boatwr.
- Senegalia roemeriana (Scheele) Britton & Rose
- Senegalia rostrata (Humb. & Bonpl. ex Willd.) Seigler & Ebinger
- Senegalia rovumae (Oliv.) Kyal. & Boatwr.
- Senegalia rugata (Lam.) Britton & Rose
- Senegalia rurrenabaqueana (Rusby) Seigler & Ebinger
- Senegalia sakalava (Drake) Boatwr.
  - var. hispida (Villiers & Du Puy) Boatwr.
  - var. sakalava (Drake) Boatwr.
- Senegalia santosii (G.P. Lewis) Seigler & Ebinger
- Senegalia scandens Seigler & Ebinger
- Senegalia schlechteri (Harms) Kyal. & Boatwr.
- Senegalia schweinfurthii (Brenan & Exell) Seigler & Ebinger
  - var. schweinfurthii (Brenan & Exell) Seigler & Ebinger
  - var. sericea (Brenan & Exell) Kyal. & Boatwr.
- Senegalia senegal (L.) Britton
- Senegalia senegalensis (Forssk.) Kyal. & Boatwr.
- Senegalia serra (Benth.) Seigler & Ebinger
- Senegalia skleroxyla (Tussac) Seigler & Ebinger
- Senegalia somalensis (Vatke) Kyal. & Boatwr.
- Senegalia stenocarpa Seigler & Ebinger
- Senegalia subangulata (Rose) Britton & Rose
- Senegalia subsessilis Britton & Rose
- Senegalia sulitii (I.C.Nielsen) Maslin, Seigler & Ebinger
- Senegalia tamarindifolia (L.) Britton & Rose
- Senegalia tanganyikensis (Brenan) Kyal. & Boatwr.
- Senegalia tawitawiensis (I.C.Nielsen) Maslin, Seigler & Ebinger
- Senegalia taylorii (Brenan & Exell) Kyal. & Boatwr.
- Senegalia teniana (Harms) Maslin, Seigler & Ebinger
- Senegalia tenuifolia (L.) Britton & Rose
  - var. producta (Grimes) Seigler & Ebinger
  - var. tenuifolia (L.) Britton & Rose
  - var. veraensis Kitanov
- Senegalia tephrodermis (Brenan) Kyal. & Boatwr.
- Senegalia thailandica (I.C.Nielsen) Maslin, Seigler & Ebinger
- Senegalia thomasii (Harms) Kyal. & Boatwr.
- Senegalia tonkinensis (I.C.Nielsen) Maslin, Seigler & Ebinger
- Senegalia torta (Roxb.) Maslin, Seigler & Ebinger[Note 3]
- Senegalia trijuga (Rizzini) Seigler & Ebinger
- Senegalia tubulifera (Benth.) Seigler & Ebinger
- Senegalia tucumanensis (Griseb.) Seigler & Ebinger
  - var. argentinensis Speg.
  - var. subscandens Griseb.
  - var. tucumanensis Griseb.
- Senegalia velutina (DC.) Seigler & Ebinger
  - var. glabrescens (Speg.) Burkart
  - var. monadena Hassl.
    - f. ferox Hassl.
    - f. inermis Hassl.
    - f. monadena Hassl.

  - var. velutina (DC.) Seigler & Ebinger
- Senegalia venosa (Hochst. ex-Benth.) Kyal. & Boatwr.
- Senegalia verheijenii (I.C.Nielsen) Maslin, Seigler & Ebinger
- Senegalia vietnamensis (I.C.Nielsen) Maslin, Seigler & Ebinger
- Senegalia visco (Lorentz ex-Griseb.) Seigler & Ebinger
- Senegalia vogeliana (Steud.) Britton & Rose
- Senegalia weberbaueri (Harms) Seigler & Ebinger
- Senegalia welwitschii (Oliv.) Kyal. & Boatwr.
  - subsp. delagoensis (Harms ex-Burtt Davy) Kyal. & Boatwr.
  - subsp. welwitschii (Oliv.) Kyal. & Boatwr.
- Senegalia wrightii (Benth.) Britton & Rose
- Senegalia yunnanensis (Franch.) Maslin, Seigler & Ebinger
- Senegalia zamudii Seigler, Ebinger & Glass
- Senegalia zizyphispina (Chiov.) Kyal. & Boatwr.

## Incertae Sedis
Se sospita que aquestes espècies pertanyen a Senegalia, però no s'han transferit formalment.
- Acacia diadenia R.N. Parker
- Acacia donaldii Haines
- Acacia hohenackeri Craib
- Acacia intsioides DC.
- Acacia lankaensis Kosterm.
- Acacia lenticularis Buch.-Ham. ex-Benth.
- Acacia mahrana Thulin & Gifri
- Acacia oligophylla Hoffsgg.
- Acacia plumosa Lowe
- Acacia plumosa Martius ex-Colla
- Acacia ricoae A. Bocage & Miotto

## Híbrids
- Senegalia ×anisophylla (S. Watson) Britton & Rose (Senegalia berlandieri × Senegalia crassifolia)[4]
- Senegalia ×emoryana (Benth.) Britton & Rose (Senegalia berlandieri × Senegalia greggii)[4]
- Senegalia ×sororia (Standl.) Britton & Rose (Senegalia berlandieri × Senegalia reniformis)[4]
- Senegalia ×turneri Seigler, Ebinger & Glass (Senegalia berlandieri × Senegalia wrightii)[9]